# Craig Sheffer
Craig Eric Sheffer (York, 23 de abril de 1960) é um ator norte-americano. Conhecido por seus papéis como Norman Maclean no filme A River Runs Through It, Aaron Boone em Nightbreed, Keith Scott na série One Tree Hill e William Porter em Code of Honor ao lado de Steven Seagal.